# Сушица (Крушевац)
Сушица је насељено место града Крушевца у Расинском округу. Према попису из 2022. било је 629 становника (према попису из 1991. било је 1000 становника).

## Демографија
У насељу Сушица живи 743 пунолетна становника, а просечна старост становништва износи 44,2 година (43,2 код мушкараца и 45,3 код жена). У насељу има 214 домаћинстава, а просечан број чланова по домаћинству је 4,10.
Ово насеље је великим делом насељено Србима (према попису из 2002. године).
|  |

| Демографија | Демографија | Демографија |
| Година      | Становника  | Становника  |
| ----------- | ----------- | ----------- |
| 1948.       | 1.122       |             |
| 1953.       | 1.207       |             |
| 1961.       | 1.191       |             |
| 1971.       | 1.113       |             |
| 1981.       | 1.123       |             |
| 1991.       | 1.000       | 976         |
| 2002.       | 878         | 917         |

| Етнички састав према попису из 2002.‍ | Етнички састав према попису из 2002.‍ | Етнички састав према попису из 2002.‍ | Етнички састав према попису из 2002.‍ | Етнички састав према попису из 2002.‍ |
| ------------------------------------ | ------------------------------------ | ------------------------------------ | ------------------------------------ | ------------------------------------ |
|                                      |                                      |                                      |                                      |                                      |
| Срби                                 | Срби                                 |                                      | 877                                  | 99,88%                               |
| непознато                            | непознато                            |                                      | 0                                    | 0,0%                                 |

| Година пописа     | 1948. | 1953. | 1961. | 1971. | 1981. | 1991. | 2002. |
| ----------------- | ----- | ----- | ----- | ----- | ----- | ----- | ----- |
| Број домаћинстава | 218   | 229   | 246   | 236   | 231   | 220   | 214   |

| Број чланова      | 1  | 2  | 3  | 4  | 5  | 6  | 7  | 8  | 9 | 10 и више | Просек |
| ----------------- | -- | -- | -- | -- | -- | -- | -- | -- | - | --------- | ------ |
| Број домаћинстава | 27 | 36 | 30 | 26 | 35 | 25 | 22 | 11 | 2 | 0         | 4,10   |

| Пол    | Укупно | Неожењен/Неудата | Ожењен/Удата | Удовац/Удовица | Разведен/Разведена | Непознато |
| ------ | ------ | ---------------- | ------------ | -------------- | ------------------ | --------- |
| Мушки  | 381    | 61               | 273          | 36             | 6                  | 5         |
| Женски | 378    | 28               | 271          | 69             | 6                  | 4         |
| УКУПНО | 759    | 89               | 544          | 105            | 12                 | 9         |

| Пол    | Укупно                    | Пољопривреда, лов и шумарство | Рибарство                            | Вађење руде и камена | Прерађивачка индустрија       |
| ------ | ------------------------- | ----------------------------- | ------------------------------------ | -------------------- | ----------------------------- |
| Мушки  | 184                       | 112                           | 0                                    | 0                    | 27                            |
| Женски | 102                       | 85                            | 0                                    | 0                    | 7                             |
| УКУПНО | 286                       | 197                           | 0                                    | 0                    | 34                            |
| Пол    | Производња и снабдевање   | Грађевинарство                | Трговина                             | Хотели и ресторани   | Саобраћај, складиштење и везе |
| Мушки  | 1                         | 11                            | 13                                   | 1                    | 8                             |
| Женски | 0                         | 0                             | 2                                    | 0                    | 0                             |
| УКУПНО | 1                         | 11                            | 15                                   | 1                    | 8                             |
| Пол    | Финансијско посредовање   | Некретнине                    | Државна управа и одбрана             | Образовање           | Здравствени и социјални рад   |
| Мушки  | 1                         | 0                             | 4                                    | 4                    | 0                             |
| Женски | 0                         | 0                             | 1                                    | 2                    | 5                             |
| УКУПНО | 1                         | 0                             | 5                                    | 6                    | 5                             |
| Пол    | Остале услужне активности | Приватна домаћинства          | Екстериторијалне организације и тела | Непознато            | Непознато                     |
| Мушки  | 1                         | 0                             | 0                                    | 1                    | 1                             |
| Женски | 0                         | 0                             | 0                                    | 0                    | 0                             |
| УКУПНО | 1                         | 0                             | 0                                    | 1                    | 1                             |